# K-A-Z
K-A-Z（カズ、本名：杉田 一浩 1970年11月27日 - ）は、DETROX、カイキゲッショク、 SADSのギタリスト。東京都出身。身長190cm。血液型A型。既婚。2児の父。

## 経歴
14歳でギターを始め、18歳で自身のバンド・Bump’n Grindを結成。ボーカルは現在DJ・ナレーターで活動中の鮎貝健。20歳の時、7弦ギターに出会い、重低音の魅力に取り憑かれる。
松本孝弘のプロジェクト・Rock'n Roll Standard Clubでボーカルを務めた生沢佑一のバンドTWINZERに1996年から参加。2002年、K-1 魔裟斗のテーマ曲を提供している、ラウドロックバンド・STAB BLUEに加入。ソロ名義で高山善廣、小橋健太、小川良成、橋誠のテーマ曲を手掛ける。小橋健太のテーマ曲「BLIZIN」ではジェイ・グレイドンとコラボレート、JAY GRAYDON with K-A-Z名義にてリリース。
プロデューサーとしてロードランナージャパンよりリリースされた『BAT CAVE』（2001年）、『CULT OF PERSONALITY』（2002年）に参加。
THE MAD CAPSULE MARKETSのサポートギタリストとしてCOUNTDOWN JAPAN 04/05、SUMMER SONIC 05に出演。元So What?の冠徹弥のソロプロジェクト・THE冠のアルバム・ライブに参加。TOKIとTAKUROのコラボユニット・Stealthのシングル「灼熱」にギターで参加。
2006年、栄喜のシングル・ライブ参加後、2007年にDETROXを結成。2009年、黒夢の復活・解散ライブ（日本武道館）に参加。アイアン・メイデンの初代ボーカリストのポール・ディアノの来日公演ギタリストを務める。MOTOAKI (ex.SOBUT)、HIRO (ex.RISING SUN)が中心となったプロジェクト、カイキゲッショクに、宮上元克、Zeebra、JESSE等と共に参加。
2010年、SADSに正式メンバーとして加入。アルバム『THE 7 DEADLY SINS』『LESSON 2』発表。2011年、黒夢のライブ・レコーディングにサポート参加。2012年、自身初のソロ・アルバム『attacK-A-Zenith』リリース。各方面から評価を受ける。
2013年、Stealthの1stライブをShibuya O-EASTにて開催。チケットは販売開始1分で売切。2nd ソロ・アルバム『Devilish -attacK-A-Zenith II-』をリリース。THE冠のアルバム『帰って来たヘビーメタル』、黒夢のシングル「ゲルニカ」に参加。Aldiousのシングル『Dominator』にプロデューサーとして参加。
2014年、黒夢のアルバム『黒と影』、日本武道館公演に参加。Aldiousのシングル「Other World」、アルバム『Dazed and Delight』にプロデューサーとして参加。
2015年、黒夢 LAST LONG TOUR 全51公演に参加。HR/HM雑誌『BURRN!』にて編集部・ライターが選ぶベストアーティストにおいて音楽ライター増田勇一より2014ベストギタリストに選出。RAMI（ex.Aldious）と新バンドRaglaia結成（ギター・プロデューサー）。1stシングル「Breaking Dawn」はオリコン週間20位、1stアルバム『Creation』はオリコン週間22位を記録。THE冠のアルバム『鎧兜鎖血』に参加。
2016年、3rdソロ・アルバム『Spacious-attacK-A-Zenith lll-』をビクターエンタテインメントよりリリース。器楽曲バンドのみ出演するイベント「Edge of Strings」を立ち上げ全国6都市にて開催。
2017年、4thソロ・アルバム『OGRE-attacK-A-Zenith IV-』をリリース。上海にてアジア最大級の楽器イベント『MUSIC CHINA』に出演。ギターインスト曲を中心とした定期ライブBallad Day開催。
2018年、EP『The Edge of Death-attacK-A-Zenith LIVE-』をリリース。SADS ラスト・アルバム『FALLING』リリース&ツアー、ルーク篁のソロ・ツアーに参加。
2019年、Jealkb×THE冠 SPLIT TOURに参加。

## プレイスタイル
7弦ギターから弾き出される極悪重低音サウンドを信条とし、幅広いジャンルの作品、バンド・ライブに参加、各方面からヘヴィサウンド請負人として高い評価を受ける。またタッピング奏法、スウィープ奏法等、テクニカルな面も持ち合わせている。

## 使用機材
Schecter（シェクター）、Hughes & Kettner（ヒュースアンドケトナー）、Ex-pro（イーエクスプロ）のエンドースメントモニターをしており、2012年にSchecterより初のシグネチャモデル"Specious"を発表。他にDIAMOND SERIES C-7 FR、Hellraiser C-7、Damien 7の7弦シリーズや8弦モデルのHellraiser C-8 FRを使用。アンプはHughes & Kettner/COREBLADE、GroundMeister36をメインで使用、レコーディングではTubeMeister 5w・36wも使用。シールドはEx-pro/FA SERIESを使用。
ファッションブランドPEACE MAKERのサポートアーティストである。

## ディスコグラフィー
- attacK-A-Zenith
  - (2012/06/27 LOUDER THAN RECORDS)
- Devilish -attacK-A-Zenith ll-
  - (2013/06/06 LOUDER THAN RECORDS)
- Spacious -attacK-A-Zenith III-
  - (2015/08/26 ビクターエンタテインメント　規格品番：VICL-64396)
- OGRE -attacK-A-Zenith IV-
  - (2016/10/31 LOUDER THAN RECORDS)
- The Edge of Death -attacK-A-Zenith LIVE-
  - (2017/5/31 LOUDER THAN RECORDS)
- Venomous -attacK-A-Zenith V-
  - (2020/1/23 LOUDER THAN RECORDS)

## 参加作品

### TWINZER
- FIFTH HARD CORE(1997/11/21)

### DETROX

#### アルバム
- THE END （2007年8月1日、UECD-0001）
  - THE END 日本語版（2007年9月1日、UECD-0002）公式ウェブ限定発売
- detrox2 undergrounder （2007年11月11日、UECD-0003）
  - 英語版・日本語版の2枚組（全24曲）。当初、公式ウェブ限定発売。
  - 2008年7月14日より、主要レコード店で販売開始
- THE END Instrument （2008年8月5日、UECD-0008）
  - 『THE END』全収録曲（英語・日本語）のカラオケを全収録。
  - 公式ウェブ限定発売
- detrox3 （2008年8月13日、UECD-0007）
- detroxIV （2010年3月24日、UECD-0009）
- detroxV （2011年2月2日、UECD-0010）

#### シングル
- Rolia（2008年1月21日、UECD-0004）
  - 公式ウェブ限定発売
- Long Way Round（2008年6月11日、UECD-0005）
  - 2枚同時リリースシングル
  - オリコンインディーズチャート初登場4位
- lonely（2008年6月11日、UECD-0006）
  - 2枚同時リリースシングル
  - オリコンインディーズチャート初登場3位

#### 配布デモCD
- ah （2010年5月29日・横浜SUNPHONIX HALLにて配布）
- doughty （2010年7月2日・渋谷O-CRESTにて配布）
- Kick My Brains （2010年9月4日・渋谷BOXXにて配布）

#### DVD
- DETROX LIVE 10-9-4 （2010年10月27日、UECD-0000）
  - DETROX初のライブ映像作品。TOUR'10「Generation Crash -collector series ♯03-」の東京公演、2010.9.4 SHIBUYA BOXXでのライブを収録

#### USBメモリ
- DETROX USB memory vol.01

### カイキゲッショク

#### シングル
- BUSTERS (2009年9月16日)
- ONE LIFE (2009年10月21日)
- オルゴール/狂気乱舞 (2010年3月24日)
- ALL CLEAR/ジレンマ (2010年6月30日)
- TELL ME WHY (2011年4月27日)
- Burning Love feat. T.K. (ORIGINAL) (2015/04/04)
- Burning Love feat. T.K. (EDM) (2015/04/04)
- Burning Love feat. T.K. (TK MIX) (2015/04/04)

### SADS

#### シングル
- DISCO (2010年11月10日)
- Spin (2014年6月14日) (会場限定販売)

##### 配布シングル
- L/C (2010年7月23日 7月27日 7月28日)
- Liberation (2010年11月24日)
- FOR YOU (2010年11月26日)
- FAIRY'S MALICE (2010年12月6日)

#### アルバム
- THE 7 DEADLY SINS (2010年7月7日)
- LESSON 2 (2010年12月8日)
- Erosion (2014年6月14日) (会場限定販売)
- FALLING (2018年7月21日)

#### 映像作品
- 100501 ゴシックサーカス Live at 日本武道館 (2010年7月28日)
- vip only BOOTLEG Vol. 2 (会場限定販売)
- EXTREME MAD YEARS (会場限定販売)
- May I Stay/Light of Life (会場限定販売)

### 黒夢

#### アルバム
- kuroyume“the end”〜CORKSCREW A GO GO!FINAL〜090129 日本武道館 (2009年3月18日)
- XXXX THE FAKE STAR (2011年5月4日)
- Headache and Dub Reel Inch (2011年11月2日)
- 黒と影 (2014年1月24日)

#### 映像作品
- kuroyume "the end"〜CORKSCREW A GO GO! FINAL〜090129日本武道館 (2009年3月25日)
- XXXX THE FAKE STAR THE NEWEST FEATHER (2011年7月20日)
- Headache and Dub Reel Inch 2012.1.13 Live at 日本武道館 (2012年5月2日)
- 黒夢 1.14 (2012年6月13日)
- 黒と影 2014.1.29 Live at 日本武道館 (2014年6月11日)

### THE冠

#### アルバム
- 冠祭 (2005/3/9)
- 傷だらけのヘビーメタル (2009/3/18)
- 死にぞこないのヘビーメタル (2012/3/21)
- 帰ってきたヘビーメタル (2013/10/23)
- 鎧兜鎖血 (2015/9/9)
- BEST OF THE冠 『肉』 (2016/6/29)
- BEST OF THE冠 『骨』 (2016/11/2)
- 奪冠 (2017/9/27)
- 日本のヘビーメタル (2020/4/29)

### Raglaia

#### シングル
- Breaking Dawn (2015/4/8)
- Promises (2015/8/12)

#### アルバム
- Creation (2015/11/11)